# クロノスタシス (BUMP OF CHICKENの曲)
「クロノスタシス」は、BUMP OF CHICKENの曲。18作目の配信限定シングルとして2022年4月11日にリリースされた。

## 概要
映画『名探偵コナン ハロウィンの花嫁』主題歌。
電子音（打ち込み）が大々的に使用され、エレクトロな楽曲になっている。
2022年7月2日、3日に幕張メッセ国際展示場9-11ホールで行われた「BUMP OF CHICKEN LIVE 2022 Silver Jubilee at Makuhari Messe 02/10-11」のアンコールでライブ初披露された。
2023年3月24日に「BUMP OF CHICKEN TOUR 2022 Silver Jubilee」でのライブ映像が公開された。
2023年4月5日に発売されたCDシングル「SOUVENIR」に収録されている。

## 収録曲
| #  | タイトル           | 作詞・作曲 | 編曲                  |  | 時間  |
| -- | ------------------ | ---------- | --------------------- |  | ----- |
| 1. | 「クロノスタシス」 | 藤原基央   | BUMP OF CHICKEN & MOR |  | 05:40 |